# Hecznarowice
Hecznarowice est une localité polonaise de la gmina de Wilamowice, située dans le powiat de Bielsko-Biała en voïvodie de Silésie.